# 名神高速公路
名神高速公路（日语：／ Meishin kōsokudōro */?）是以日本愛知縣小牧市小牧IC為起點，經岐阜縣、滋賀縣、京都府、大阪府，至兵庫縣西宮市西宮IC的高速公路（高速自動車國道）。通稱為名神高速（日语：／ Meishin kōsoku */?）或名神（日语：／ Meishin */?）。與新名神高速公路區分時則稱為「舊名神」、「現名神」等。國土開發幹線自動車道路線名稱為中央自動車道西宮線。小牧IC - 吹田JCT間被指定為亞洲公路1號線「AH1」。高速公路編號與東名高速公路一同編為「E1」。

## 概要
名神高速公路為日本第一條高速公路外，也是亞洲第一條高速公路，名神高速公路和東海道新幹線的通車標誌著日本進入高速時代。
該高速公路與東名高速公路、中央自動車道、東名阪自動車道、名阪國道、西名阪自動車道等連接，是連結東京、名古屋、大阪的日本大動脈之一。與東名高速公路常一起稱為「東名神」（とうめいしん），路線大多沿中山道建設。
尼崎IC─栗東IC之間71.1公里於1963年7月16日通車，為日本最早通車之高速公路。1965年7月1日小牧IC─一宮IC間通車，全線通車。通車初期，名神高速公路即為有名的觀光地點。名神高速公路為日本極重要之大命脈，除串聯中京都會圈和京阪神都會圈外，也匯集首都圈的車流量、物流，乃是東日本和西日本乃至全國之間物流匯集的最重要路段。值得注意的是，過去在日本帝國時代於1943年，內務省所提出的彈丸道路計畫中，名古屋和神戶之間的路線是沒有經過京都的，當年的計畫為國防用途，顯然不適合經過日本的古都，但是在戰後日本放棄戰爭權後，所開闢之高速公路並沒有國防之軍事用途。當年的路線反而與現今新名神高速公路、東名阪自動車道、西名阪自動車道、名阪國道路線較吻合。名神高速公路為日本於1950年代末期所提出東京至神戶之間高速公路計畫的西段，完成後日本正式進入高速公路時代，日本的私有車擁有比率也在名神高速公路通車以後大大的提升。

## 交流道
- 交流道（IC）編號欄的背景色為■顯示該部分道路已經啟用。設施名欄的背景色為■顯示該部分設施尚未啟用。未開通路段的名稱為臨時名稱。
- 智能交流道（SIC）以背景色■顯示。
- 巴士站（BS），○/●為使用中，◆為停用中設施。無標示者為未設置巴士站。
- IC為交流道的簡寫，JCT為公路分岔點（日语：ジャンクション (道路)）的簡寫，SA為服務區的簡寫，PA為停車區（日语：パーキングエリア）的簡寫。
- IC編號與距離標（日语：距離標）順着東名高速公路東京IC起計繼續排列。

| IC 編號                                                         | 中文設施名        | 日文設施名    | 英文設施名    | 接續路線名                                                                         | 東京 起計 （公里） | BS | 備註                                                | 所在地 | 所在地          | 所在地          |
| --------------------------------------------------------------- | ----------------- | ------------- | ------------- | ---------------------------------------------------------------------------------- | ------------------ | -- | --------------------------------------------------- | ------ | --------------- | --------------- |
| E1 東名高速公路（小牧JCT起與E19中央自動車道長野、山梨方向聯絡） |                   |               |               |                                                                                    |                    |    |                                                     |        |                 |                 |
| 24                                                              | 小牧IC            |               |               | 國道41號（名濃繞道） 名古屋高速11號小牧線                                          | 346.7              |    |                                                     | 愛知縣 | 小牧市          | 小牧市          |
| -                                                               | 岩倉BS            |               |               | -                                                                                  | 350.7              | ◆  |                                                     | 愛知縣 | 岩倉市          | 岩倉市          |
| -                                                               | 尾張一宮PA/SIC    |               |               | -                                                                                  | 353.2 352.4        |    | 上下行線相距約0.8公里 SIC正進行準備階段調查         | 愛知縣 | 一宮市          | 一宮市          |
| 25                                                              | 一宮IC            |               |               | 國道22號（名岐繞道） 名古屋高速16號一宮線 名古屋方向                               | 355.0              |    |                                                     | 愛知縣 | 一宮市          | 一宮市          |
| 25-1                                                            | 一宮JCT           |               |               | E41 東海北陸自動車道 一宮西港道路（計劃路線）                                      | 359.4              | -  | 一宮稻澤北IC不可出入                                | 愛知縣 | 一宮市          | 一宮市          |
| -                                                               | 尾西BS            |               |               | -                                                                                  | 362.9              | ◆  |                                                     | 愛知縣 | 一宮市          | 一宮市          |
| -                                                               | 羽島PA/BS         |               |               | -                                                                                  | 366.0              | ◆  | PA只限下行線西宮IC方向                              | 岐阜縣 | 羽島市          | 羽島市          |
| 25-2                                                            | 岐阜羽島IC        |               |               | 岐阜縣道46號岐阜羽島聯絡線                                                         | 368.1              |    |                                                     | 岐阜縣 | 羽島市          | 羽島市          |
| -                                                               | 安八BS            |               |               | -                                                                                  | 371.3              | ◆  |                                                     | 岐阜縣 | 安八郡 安八町   | 安八郡 安八町   |
| 25-3                                                            | 安八SIC           |               |               | 安八町道南長田坊野1號線                                                            | 371.6              |    |                                                     | 岐阜縣 | 安八郡 安八町   | 安八郡 安八町   |
| 26                                                              | 大垣IC/BS         |               |               | 國道258號                                                                          | 374.9              | ○  |                                                     | 岐阜縣 | 大垣市          | 大垣市          |
| 26-1                                                            | 養老JCT           |               |               | C3 東海環狀自動車道                                                                | 379.2              | -  |                                                     | 岐阜縣 | 養老郡 養老町   | 養老郡 養老町   |
| -                                                               | 養老口BS          |               |               | -                                                                                  | 379.6              | ◆  |                                                     | 岐阜縣 | 養老郡 養老町   | 養老郡 養老町   |
| 26-2                                                            | 養老SA/SIC        |               |               | 養老町道橋爪1號線 養老町道橋爪42號線、養老町道安久橋爪1號線                        | 381.7              |    |                                                     | 岐阜縣 | 養老郡 養老町   | 養老郡 養老町   |
| -                                                               | 上石津PA          |               |               | -                                                                                  | 388.1              | -  | 下行線只限西宮IC方向 2001年（平成13年）12月20日廢除 | 岐阜縣 | 大垣市          | 大垣市          |
| 27                                                              | 關原IC            |               |               | 國道365號                                                                          | 389.4              | ◆  |                                                     | 岐阜縣 | 不破郡 關原町   | 不破郡 關原町   |
| -                                                               | 山東BS            |               |               | -                                                                                  | 396.8              | ◆  |                                                     | 滋賀縣 | 米原市          | 米原市          |
| -                                                               | 伊吹PA            |               |               | -                                                                                  | 398.0 398.8        |    | 上下行線相距約0.8公里                               | 滋賀縣 | 米原市          | 米原市          |
| -                                                               | 米原BS            |               |               | -                                                                                  | 403.7              | ◆  |                                                     | 滋賀縣 | 米原市          | 米原市          |
| 27-1                                                            | 米原JCT           |               |               | E8 北陸自動車道                                                                    | 405.5              | -  |                                                     | 滋賀縣 | 米原市          | 米原市          |
| -                                                               | 番場PA            |               |               | -                                                                                  | 405.8              |    | 下行線只限西宮IC方向 1975年（昭和50年）廢除         | 滋賀縣 | 米原市          | 米原市          |
| 28                                                              | 彥根IC/BS         |               |               | 國道306號                                                                          | 413.4              | ◆  |                                                     | 滋賀縣 | 彥根市          | 彥根市          |
| -                                                               | 多賀SA/BS/SIC     |               |               | 國道307號（預定）                                                                  | 418.0              | ○  | SIC預定2022年度啟用                                 | 滋賀縣 | 犬上郡          | 多賀町          |
| -                                                               | 甲良PA/BS         |               |               | -                                                                                  | 421.3              | ◆  | 2005年（平成17年）9月29日廢除                       | 滋賀縣 | 犬上郡          | 甲良町          |
| 28-1                                                            | 湖東三山PA/BS/SIC |               |               | 滋賀縣道344號湖東三山聯絡線 國道307號                                              | 424.6 424.3        | ◆  | 上下線相距約0.3公里                                 | 滋賀縣 | 愛知郡 愛莊町   | 愛知郡 愛莊町   |
| -                                                               | 百濟寺BS          |               |               | -                                                                                  | 428.2              | ○  |                                                     | 滋賀縣 | 東近江市        | 東近江市        |
| 29                                                              | 八日市IC/BS       |               |               | 國道421號 滋賀縣道327號湖東八日市線                                                | 434.6              | ○  |                                                     | 滋賀縣 | 東近江市        | 東近江市        |
| -                                                               | 黑丸PA/SIC        |               |               | 市道黑丸SIC上行線（預定） 市道黑丸SIC下行線（預定）                                | 438.0              |    | SIC興建中                                           | 滋賀縣 | 東近江市        | 東近江市        |
| -                                                               | 蒲生BS            |               |               | -                                                                                  | 440.4              | ◆  |                                                     | 滋賀縣 | 東近江市        | 東近江市        |
| 29-1                                                            | 蒲生SIC           |               |               | 滋賀縣道41號土山蒲生近江八幡線 名神名阪聯絡道路（調查區間）                        | 441.2              | -  |                                                     | 滋賀縣 | 東近江市        | 東近江市        |
| -                                                               | 龍王BS            |               |               | -                                                                                  | 443.6              | ◆  |                                                     | 滋賀縣 | 蒲生郡 龍王町   | 蒲生郡 龍王町   |
| 29-2                                                            | 龍王IC            |               |               | 國道477號                                                                          | 447.2              |    |                                                     | 滋賀縣 | 蒲生郡 龍王町   | 蒲生郡 龍王町   |
| -                                                               | 菩提寺PA/BS       |               |               | -                                                                                  | 451.7 451.9        | ○  | 上下線相距約0.2公里                                 | 滋賀縣 | 湖南市          | 湖南市          |
| 29-3                                                            | 栗東湖南IC        |               |               | 國道1號（栗東水口道路）                                                            | 457.0              | -  | 大阪方向出入口                                      | 滋賀縣 | 栗東市          | 栗東市          |
| 30                                                              | 栗東IC/BS         |               |               | 國道8號 野洲栗東繞道（興建中） 國道1號 滋賀縣道55號上砥山上鈎線                    | 458.2              | ◆  |                                                     | 滋賀縣 | 栗東市          | 栗東市          |
| -                                                               | 草津BS            |               |               | -                                                                                  | 461.7              | ◆  |                                                     | 滋賀縣 | 草津市          | 草津市          |
| 30-1                                                            | 草津JCT           |               |               | E1A 新名神高速公路大津聯絡路                                                       | 464.4              |    |                                                     | 滋賀縣 | 草津市          | 草津市          |
| -                                                               | 草津PA            |               |               | -                                                                                  | 465.6              |    |                                                     | 滋賀縣 | 草津市          | 草津市          |
| -                                                               | 草津PA            | 大津市        |               | -                                                                                  | 465.6              |    |                                                     | 滋賀縣 |                 |                 |
| 30-2                                                            | 瀨田東JCT/IC      |               |               | E88 京滋繞道 國道1號（京滋繞道〈一般部〉）                                         | 467.5              |    | 米原、名古屋方向出入口                              | 滋賀縣 |                 |                 |
| 30-2                                                            | 瀨田西IC          |               |               | 滋賀縣道57號瀨田西聯絡線                                                           | 469.0 469.1        | ◆  | 京都、大阪方向出入口                                | 滋賀縣 |                 |                 |
| 31                                                              | 大津IC/SA/BS      |               |               | 滋賀縣道56號大津聯絡線                                                             | 474.6              | ◆  |                                                     | 滋賀縣 |                 |                 |
| 32                                                              | 京都東IC          |               |               | 京都府道143號四之宮四塚線（三條通） 國道1號（五條繞道） 國道161號（西大津繞道）    | 477.9              |    |                                                     | 京都府 | 京都市          | 山科區          |
| -                                                               | 山科BS            |               |               | -                                                                                  | 481.0              | ◆  |                                                     | 京都府 | 京都市          | 山科區          |
| -                                                               | 深草BS            |               |               | -                                                                                  | 486.0              | ○  |                                                     | 京都府 | 京都市          | 伏見區          |
| -                                                               | 京都南JCT         |               |               | E89 第二京阪道路（興建中）                                                         | 487.2              | -  | 預定2028年度（令和10年度）開通                      | 京都府 | 京都市          | 伏見區          |
| 33                                                              | 京都南IC          |               |               | 國道1號（京阪國道）                                                                | 487.6              |    | 入口、下行線出口                                    | 京都府 | 京都市          | 伏見區          |
| 33-2                                                            | 京都南IC          | 上行線第2出口 |               | 國道1號（京阪國道）                                                                | 487.6              |    |                                                     | 京都府 | 京都市          | 伏見區          |
| 33-1                                                            | 京都南IC          | 488.0         | 上行線第1出口 | 國道1號（京阪國道）                                                                |                    |    |                                                     | 京都府 | 京都市          | 伏見區          |
| -                                                               | 桂川PA            |               |               | -                                                                                  | 490.4              |    |                                                     | 京都府 | 京都市          | 南區            |
| 33-3                                                            | 大山崎JCT/IC/BS   |               |               | E9 京都縱貫自動車道（京都第二外環狀道路） E88 大山崎支線（京滋繞道方向） 國道171號 | 495.7              | ○  | 左線                                                | 京都府 | 乙訓郡 大山崎町 | 乙訓郡 大山崎町 |
| -                                                               | 櫻井PA            |               |               | -                                                                                  | 503.4              | -  | 1998年（平成10年）3月廢除                           | 大阪府 | 三島郡 島本町   | 三島郡 島本町   |
| 11                                                              | 高槻JCT/IC        |               |               | E1A 新名神高速公路 京都府道、大阪府道79號伏見柳谷高槻線（高槻東道路）              | 504.0              | -  | 名神分岔 - 新名神分岔間距離1.4公里                  | 大阪府 | 高槻市          | 高槻市          |
| -                                                               | 高槻BS            |               |               | -                                                                                  | 506.3              | ○  |                                                     | 大阪府 | 高槻市          | 高槻市          |
| 34                                                              | 茨木IC/BS         |               |               | 國道171號                                                                          | 511.7              | ○  |                                                     | 大阪府 | 茨木市          | 茨木市          |
| 35                                                              | 吹田JCT/IC        |               |               | E2A 中國自動車道 E26 近畿自動車道 大阪府道2號大阪中央環狀線                        | 514.5              |    | 中國道只限京都方向接續                              | 大阪府 | 吹田市          | 吹田市          |
| -                                                               | 吹田SA            |               |               | -                                                                                  | 517.8              |    |                                                     | 大阪府 | 吹田市          | 吹田市          |
| -                                                               | 吹田BS            |               |               | -                                                                                  | 521.2              | ◆  |                                                     | 大阪府 | 吹田市          | 吹田市          |
| 36                                                              | 豐中IC            |               |               | 阪神高速11號池田線 豐中南出入口 大阪府道10號大阪池田線                             | 524.5              | ◆  |                                                     | 大阪府 | 豐中市          | 豐中市          |
| 37                                                              | 尼崎IC            |               |               | 兵庫縣道13號尼崎池田線                                                             | 529.4              |    |                                                     | 兵庫縣 | 尼崎市          | 尼崎市          |
| 38                                                              | 西宮IC            |               |               | 阪神高速3號神戶線 神戶、姬路方向 國道43號                                          | 536.2              |    | 收費站距離標為535.5KP                               | 兵庫縣 | 西宮市          | 西宮市          |
| 名神灣岸聯絡線（興建中）                                        |                   |               |               |                                                                                    |                    |    |                                                     |        |                 |                 |

## 歷史
- 1958年3月19日：松永安左エ門私人舉辦產業計畫會議，建議政府建造「東京-神戶間高速公路」。
- 1963年7月16日：日本最初高速公路栗東IC-尼崎IC間通車。
- 1964年
  - 4月12日：關原IC-栗東IC間通車。
  - 9月6日：一宮IC-關原IC間、尼崎IC-西宮IC間通車。
- 1965年7月1日：小牧IC-一宮IC間通車、全線通車。
- 1968年4月25日：東名高速公路岡崎IC-小牧IC間通車，與東名高速公路連接。
- 1970年3月1日：吹田JCT通車─與近畿自動車道、中國自動車道連接。
- 1978年10月2日：急曲率半徑車禍嚴重路段─關原IC-彥根IC間一部分路段廢除，新挖掘今須隧道，以新路線代替。
- 1979年5月15日：中國自動車道吹田JCT直結連絡橋通車。
- 1980年
  - 1月8日：瀨田西IC通車。
  - 4月7日：米原JCT通車，與北陸自動車道連接。
- 1981年8月28日：龍王IC通車。
- 1983年3月24日：岐阜羽島IC通車。
- 1988年8月29日：瀨田東IC、京滋繞道通車。
- 1994年：與近畿自動車道、中國自動車道連接之吹田主線收費站新設置之吹田IC/JCT改建工程完成。
- 1996年12月20日：栗東IC-瀨田東IC區間拓寬為6車道（4車道變為6車道之拓寬）。
  - 7月19日：京都南IC-吹田IC區間拓寬為6車道（4車道拓寬為6車道，隧道部分另闢兩單孔雙線隧道，共計4孔單線隧道，拓寬完畢為雙向8線道）。
  - 12月13日：一宮JCT通車，與東海北陸自動車道連接。
- 2001年
  - 10月19日：小牧IC與名古屋高速11號小牧線連接。
  - 12月20日：上石津停车区廢止。
- 2003年
  - 8月10日：大山崎JCT通車，瀨田東JCT-大山崎JCT間之京滋繞道拓寬為2車道。
  - 12月24日：大山崎IC通車。
- 2005年
  - 2月11日：一宮IC與名古屋高速16號一宮線連接。
  - 3月19日：草津JCT-草津田上IC間通車。
  - 9月29日：甲良停车区廢止。
- 2006年4月1日：草津JCT-瀨田東JCT/IC區間8車道拓寬工程動工。
- 2008年2月23日：草津JCT-草津田上IC之新名神高速公路通車，與新名神高速公路連接。
- 2009年
  - 3月13日：滋賀縣之湖東三山IC、蒲生IC之計畫書由NEXCO中日本、NEXCO西日本提出。
  - 3月20日：草津JCT-瀨田東JCT/IC區間拓寬為8車道（6車道→8車道拓寬完工）。
  - 6月30日：國土交通省通過湖東三山IC、蒲生IC開闢計畫。
- 2012年9月15日：東海環狀自動車道大垣西IC-養老JCT間通車，養老JCT啟用。

## 路線狀況

### 車道與速限
與東名高速不同的是，本公路多處速限為80 km/h，須注意避免超速。
| 區間                                | 車道   | 車道   | 車道   | 速限     | 備考 |
| 區間                                | 上下線 | 上行線 | 下行線 | 速限     | 備考 |
| ----------------------------------- | ------ | ------ | ------ | -------- | ---- |
| 小牧交流道 - 養老服務區             | 4      | 2      | 2      | 100 km/h |      |
| 養老服務區 - 彥根隧道               | 4      | 2      | 2      | 80 km/h  | ※1   |
| 彥根隧道 - 甲良停車區舊址           | 4      | 2      | 2      | 100 km/h |      |
| 甲良停車區舊址 - 百濟寺巴士站       | 4      | 2      | 2      | 80 km/h  |      |
| 百濟寺巴士站 - 龍王交流道           | 4      | 2      | 2      | 100 km/h |      |
| 龍王交流道 - 栗東交流道             | 4      | 2      | 2      | 80 km/h  |      |
| 栗東交流道 - 草津系統交流道         | 6      | 3      | 3      | 100 km/h |      |
| 草津系統交流道 - 瀨田東系統交流道   | 8      | 4      | 4      | 100 km/h | ※2   |
| 瀨田東系統交流道 - 大津交流道       | 4      | 2      | 2      | 100 km/h |      |
| 大津交流道 - 京都南交流道           | 4      | 2      | 2      | 80 km/h  |      |
| 京都南交流道 - 大山崎系統交流道     | 6      | 3      | 3      | 80 km/h  |      |
| 大山崎系統交流道周邊                | 7      | 3      | 2+2    | 80 km/h  |      |
| 天王山隧道 - 梶原隧道               | 8      | 2+2    | 2+2    | 80 km/h  |      |
| 梶原隧道 - 高槻系統交流道           | 7      | 4      | 3      | 80 km/h  |      |
| 高槻系統交流道 - 吹田系統交流道     | 6      | 3      | 3      | 80 km/h  | ※3   |
| 吹田系統交流道 - 吹田巴士站舊址附近 | 4      | 2      | 2      | 80 km/h  | ※4   |
| 吹田巴士站舊址附近 - 西宮收費站     | 4      | 2      | 2      | 100 km/h |      |

備註：
- ※1 : 上行線在伊吹停车区前後，下行線在今須隧道前設有爬坡專用車道。
- ※2 : 新名神高速公路至草津系統交流道間經由本路線往京都、大阪方向，京滋繞道至瀨田東系統交流道間經由本路線往新名神高速公路北陸、名古屋方向，以及在大山崎系統交流道 - 吹田系統交流道之間為本路線交通瓶頸路段，經常發生交通壅塞情形。新名神部分通車後的約1年1個月後，從單側3車線拓寬至單側4車線依然未完全解除交通壅塞。
- ※3 : 上行線在高槻巴士站前設有爬坡專用車道。
- ※4 : 千里山隧道前速限70 km/h

### 道路管理者
- NEXCO中日本 名古屋支社
  - 羽島保全・服務中心 : 小牧交流道 - 關原交流道
  - 彥根保全・服務中心 : 關原交流道 - 八日市交流道（含八日市交流道）
- NEXCO西日本 關西支社
  - 栗東管理事務所 : 八日市交流道 - 京都東交流道
  - 茨木管理事務所 : 京都東交流道 - 吹田系統交流道
  - 吹田管理事務所 : 吹田系統交流道 - 西宮交流道

#### 高速公路廣播
- 一宮（小牧交流道 - 一宮交流道）
- 名神木曾川（一宮系統交流道 - 岐阜羽島交流道）
- 大垣（岐阜羽島交流道 - 大垣交流道）
- 養老（大垣交流道 - 關原交流道）
- 關原（養老服務區 - 關原交流道）
- 伊吹（關原交流道 - 米原系統交流道）
- 米原（米原系統交流道 - 彥根交流道）
- 湖東三山（彥根交流道 - 八日市交流道）
- 八日市（八日市交流道 - 龍王交流道）
- 菩提寺（龍王交流道 - 栗東交流道）
- 栗東（栗東交流道 - 草津系統交流道）
- 草津（栗東交流道 - 瀨田西交流道）
- 瀨田（瀨田西交流道 - 大津交流道）
- 京都（京都東交流道 - 京都南交流道）
- 向日（京都南交流道 - 大山崎系統交流道）
- 梶原（大山崎系統交流道 - 高槻系統交流道）
- 高槻（高槻系統交流道 - 茨木交流道）
- 茨木（茨木交流道 - 吹田服務區）
- 吹田（吹田服務區 - 豐中交流道）
- 尼崎（豐中交流道 - 尼崎交流道）

### 交通量
24小時交通量（台）　道路交通調查
| 区間                              | 平成17（2005）年度 | 平成22（2010）年度 | 平成27（2015）年度 |
| --------------------------------- | ------------------ | ------------------ | ------------------ |
| 小牧交流道 - 一宮交流道           | 84,007             | 62,974             | 60,439             |
| 一宮交流道 - 一宮系統交流道       | 93,808             | 88,783             | 91,820             |
| 一宮系統交流道 - 岐阜羽島交流道   | 74,152             | 61,793             | 65,233             |
| 岐阜羽島交流道 - 安八智慧型交流道 | 63,266             | 49,365             | 51,546             |
| 安八智慧型交流道 - 大垣交流道     | 63,266             | 49,365             | 51,546             |
| 大垣交流道 - 養老系統交流道       | 53,826             | 38,570             | 41,947             |
| 養老系統交流道 - 關原交流道       | 53,826             | 38,570             | 40,581             |
| 關原交流道 - 米原系統交流道       | 52,412             | 37,578             | 39,864             |
| 米原系統交流道 - 彥根交流道       | 57,172             | 45,028             | 47,461             |
| 彥根交流道 - 湖東三山停車區       | 58,415             | 45,859             | 48,048             |
| 湖東三山停車區 - 八日市交流道     | 58,415             | 45,859             | 49,435             |
| 八日市交流道 - 蒲生智慧型交流道   | 62,698             | 51,147             | 55,264             |
| 蒲生智慧型交流道 - 龍王交流道     | 62,698             | 51,147             | 55,264             |
| 龍王交流道 - 栗東湖南交流道       | 74,541             | 62,847             | 64,560             |
| 栗東湖南交流道 - 栗東交流道       | 74,541             | 62,847             | 64,560             |
| 栗東交流道 - 草津系統交流道       | 90,772             | 77,764             | 78,803             |
| 草津系統交流道 - 瀨田東交流道     | 92,277             | 112,999            | 122,362            |
| 瀨田東交流道 - 瀨田西交流道       | 71,218             | 74,354             | 81,246             |
| 瀨田西交流道 - 大津交流道         | 81,223             | 82,067             | 88,409             |
| 大津交流道 - 京都東交流道         | 82,385             | 81,161             | 89,029             |
| 京都東交流道 - 京都南交流道       | 80,900             | 77,739             | 84,939             |
| 京都南交流道 - 大山崎系統交流道   | 97,045             | 88,873             | 92,218             |
| 大山崎系統交流道 - 高槻系統交流道 | 124,749            | 111,098            | 116,446            |
| 高槻系統交流道 - 茨木交流道       | 124,749            | 111,098            | 116,446            |
| 茨木交流道 - 吹田系統交流道       | 137,671            | 122,911            | 127,486            |
| 吹田系統交流道 - 吹田交流道       | 101,657            | 81,233             | 82,665             |
| 吹田交流道 - 豐中交流道           | 68,182             | 60,693             | 67,066             |
| 豐中交流道 - 尼崎交流道           | 52,147             | 45,322             | 51,969             |
| 尼崎交流道 - 西宮交流道           | 44,904             | 37,419             | 44,328             |

（來源：「平成22年度道路交通調查（页面存档备份，存于）」・「平成27年度全国道路・街路交通情勢調査（页面存档备份，存于）」（自国土交通省主頁摘取資料作成）
新名神與第二京阪道路通車後，2010年的調査發現部分區間交通量已減少。
2002年度（2003年度日本道路公團年報）
- 日平均交通量
  - 全区間平均 : 71,810台（前年度比98.8%）
  - 最大 : 茨木交流道 - 吹田系統交流道 : 120,584台（前年度比99.2%）
  - 最小 : 尼崎交流道 - 西宮交流道 : 44,024台（前年度比97.4%）
- 交通量
  - 年間 : 90,515,442台（前年度比99.6%）
  - 日平均 : 247,988台
- 通行費收入
  - 年間 : 136,142,398,000円（前年度比98.4%）
  - 日平均 : 372,993,000円

## 地理

### 通過自治體
- 愛知縣
  - 小牧市 - 岩倉市 - 一宮市 - 稻澤市 - 一宮市
- 岐阜縣
  - 羽島市 - 安八郡安八町 - 大垣市 - 養老郡養老町 - 大垣市 - 不破郡關原町
- 滋賀縣
  - 米原市 - 彦根市 - 犬上郡多賀町 - 犬上郡甲良町 - 愛知郡愛莊町 - 東近江市 - 蒲生郡龍王町 - 湖南市 - 野洲市 - 栗東市 - 湖南市 - 栗東市 - 草津市 - 大津市
- 京都府
  - 京都市山科區 - 京都市伏見區 - 京都市南區 - 向日市 - 長岡京市 - 乙訓郡大山崎町
- 大阪府
  - 三島郡島本町 - 高槻市 - 茨木市 - 吹田市 - 豐中市
- 兵庫縣
  - 尼崎市 - 西宮市

### 連接高速公路
- E1 東名高速公路（小牧IC（日语：小牧インターチェンジ）直通）
- 名古屋高速11號小牧線（小牧IC（日语：瀬田東インターチェンジ）接續）
- 名古屋高速16號一宮線（一宮IC（日语：吹田ジャンクション#吹田インターチェンジ）接續）
- E41 東海北陸自動車道（一宮JCT（日语：一宮ジャンクション）接續）
- C3 東海環狀自動車道（養老JCT（日语：養老ジャンクション）接續）
- E8 北陸自動車道（米原JCT（日语：米原ジャンクション）接續）
- E1A 新名神高速公路大津聯絡路（草津JCT（日语：草津ジャンクション）接續）
- E88 京滋繞道（瀨田東JCT（日语：瀬田東ジャンクション）接續）
- E89 第二京阪道路（日语：第二京阪道路）（京都南JCT接續：興建中）
- E88 京滋繞道（大山崎JCT（日语：大山崎ジャンクション）接續）
- E9 京都縱貫自動車道（大山崎JCT（日语：大山崎ジャンクション）接續）
- E1A 新名神高速公路（高槻JCT（日语：高槻ジャンクション・インターチェンジ）接續）
- E2A 中國自動車道（吹田JCT（日语：吹田ジャンクション）接續）※只限京都方向接續[a]
- E26 近畿自動車道（吹田JCT（日语：吹田ジャンクション）接續）
- 阪神高速11號池田線（豐中IC（日语：豊中インターチェンジ）接續）
- 阪神高速3號神戶線（西宮IC（日语：西宮インターチェンジ）接續）

## 發行物
- 1963年7月15日：發行名神高速道路通車紀念郵票（10円）。

## 相片集
- 通過三上山（近江富士）的名神高速
- 自神領橋望向瀨田西交流道方向
- 高槻系統交流道建設預定地（櫻井停車區舊址）
- 望向高槻巴士站方向

## 相關項目
| - 高速自動車國道 - 中部地方道路列表 - 近畿地方道路列表 - 亞洲公路1號線 - 新名神高速公路 | - 國道21號 - 國道8號 - 國道1號 - 中山道 - 東海道 |

## 腳註

### 來源
1. ↑  浅井建爾 2001，第62頁.
2. ↑   (PDF) (新闻稿). 国土交通省道路局. 2024-09-06  [2024-09-07]. 已忽略文本“和書 ” (帮助)
3. ↑  . 岐阜新聞Web (岐阜新聞社). 2013-05-28  [2020-08-02]. （原始内容存档于2013-06-24）.
4. ↑   (PDF). 国土交通省道路局. 2018-08-10  [2018-08-10]. （原始内容存档 (PDF)于2018-08-10）.
5. ↑   (PDF). 国土交通省道路局. 2021-08-06  [2021-08-06]. （原始内容 (PDF)存档于2022-02-09）.
6. ↑  . 京都新聞 (京都新聞社). 2017-03-31  [2017-09-10]. （原始内容存档于2017-04-01）.

## 外部連結
- 中日本高速公路 （页面存档备份，存于）
- 西日本高速公路 （页面存档备份，存于）